# برنارد وولف
برنارد وولف (بالإنجليزية: Bernard Wolf)‏ هو محرك صور متحركة ‏ أمريكي، ولد في 18 يوليو 1911 في نيويورك في الولايات المتحدة، وتوفي في 7 سبتمبر 2006 في لوس أنجلوس في الولايات المتحدة.

## وصلات خارجية
- برنارد وولف على موقع IMDb (الإنجليزية)
- برنارد وولف على موقع أول موفي (الإنجليزية)
- برنارد وولف على موقع قاعدة بيانات الأفلام السويدية (السويدية)
- برنارد وولف على موقع قاعدة بيانات الفيلم (الإنجليزية)
- برنارد وولف على موقع كينوبويسك (الروسية)